# NK Domžale
NK Domžale é um clube esloveno de futebol sediado na cidade de Domžale. Disputa a primeira divisão do país, a PrvaLiga Telekom Slovenije.

## História
NK Domžale foi fundado em 1921 e é um dos mais velhos clubes de futebol da Eslovênia. O seu estádio atual, Športni Park foi construído em 1948. O mesmo foi renovado em 1997 e 1999. Em 29 de junho de 2006, o estádio recebeu refletores, colocados em quatro torres de concreto estrategicamente localizadas em cada canto do estádio. São 120 no total, permitindo a realização de partidas noturnas.
A era de ouro do clube começou no verão de 2002, quando Slaviša Stojanovič assumiu como treinador. Ele levou o NK Domžale à PrvaLiga Telekom Slovenije. Na temporada 2005-06, o time avançou duas fases eliminatória da Copa da UEFA, antes de ser eliminado pelo Stuttgart. Em 2006-07 
, a equipe foi eliminada pelo Hapoel Tel Aviv. Depois de uma vitória por 4 a 0 contra o NK Primorje, em 13 de maio, o Domžale foi confirmado como campeão da liga nacional pela primeira vez. Esta vitória fez o clube.

## Título
PrvaLiga Telekom Slovenije 
campeão(2): 
2006–07,
2007–08
vice-campeão(3):
2004–05,
2005–06,
2010–11
Slovenian Second League
campeão(1):
2002–03
Copa
Pokal Slovenije
campeão(1):
2010–11
vice-campeão(1):
2009–10
 Slovenian Supercup
campeão (2):
2007,
2011
vice-campeão(1): 
2008